# Ruth Donnelly
Ruth Donnelly (* 17. Mai 1896 in Trenton, New Jersey; † 17. November 1982 in New York City, New York) war eine US-amerikanische Schauspielerin, welche vor allem in komödiantischen Nebenrollen auf meist schlagfertige oder mütterlich wirkende Frauen besetzt wurde.

## Leben und Karriere
Ruth Donnelly wurde als Tochter eines Zeitungsreporters und Musikkritikers geboren, welcher zeitweise Bürgermeister ihrer Heimatstadt Trenton war. Im Alter von 17 Jahren gab sie 1913 ihr Schauspieldebüt im Chor der Musikkomödie The Quaker Girl. Donnelly zog mit Schauspieltruppen durch Amerika und bereits 1914 drehte sie mit The Man Who Lost, But Won ihren ersten Stummfilm. In den nächsten zwei Jahren trat sie in einer Reihe von Kurzfilmen auf, ehe sie sich wieder auf ihre Theaterarbeit konzentrierte und ihren nächsten Film erst wieder 1927 drehte. Im September 1917 gab sie im Stück The Scrap of Paper ihr Debüt am Broadway in New York City und erreichte die Aufmerksamkeit des Theaterproduzenten George M. Cohan. Cohan besetzte Donnelly in der Folgezeit als Comic Relief in seinen Broadway-Produktionen. Bis 1931 spielte die Charakterdarstellerin in insgesamt 13 Stücken am Broadway.
Der Börsencrash 1929 verleitete Donnelly dazu, eine Filmkarriere einzuschlagen, und so gehörte sie zu den vielen Broadway-Schauspielern, welche mit Beginn des Tonfilmes Ende der 1920er Jahre nach Hollywood zogen. Während des Pre-Codes etablierte sie sich als erfolgreiche Nebendarstellerin, welche vor allem in komödiantischen Rollen zu sehen war. Häufig verkörperte sie witzelnde und scharfzüngige Freundinnen der Hauptfigur, Ehefrauen oder Sekretärinnen. Insbesondere in ihren jüngeren Jahren spielte sie häufig etwas matronenhafte Figuren, welche einige Jahre älter als sie selbst waren. Donnelly spielte viermal neben Barbara Stanwyck, außerdem verkörperte sie mehrmals die Ehefrau von Guy Kibbee. Eine ihrer skurrilsten Rollen hatte sie als zanksüchtige und dominante Mutter von Mary Brian in Hard to Handle (1933), die den Freund ihrer Tochter nur mag, solange er erfolgreich ist, und die Möbel ihres möblierten Appartements beim Auszug an Dritte verkauft, um an Geld zu kommen. Regisseur Frank Capra setzte Donnelly in seinen Filmen Mr. Deeds geht in die Stadt (1936) und Mr. Smith geht nach Washington (1939) jeweils in Nebenrollen ein.
In den 1940er Jahren spielte Donnelly vor allem in B-Movies, eine Ausnahme war ihr Auftritt als lebenslustige Nonne in Die Glocken von St. Marien neben Bing Crosby und Ingrid Bergman. In den 1950er Jahren drehte sie weniger Filme und kam zu einigen Gastrollen im Fernsehen, außerdem war sie im Drama Herbststürme von Robert Aldrich als Comic Relief zu sehen. Nachdem sie 1957 mit Die Spur des Goldes ihren letzten Film gedreht hatte, war Donnelly bis Mitte der 1960er Jahre noch in einigen kleineren Rollen im Fernsehen zu sehen. Am Broadway spielte sie 1963 nochmals im Stück The Riot Act und 1971 als Ersatz für Patsy Kelly in einer Produktion von No, No, Nanette als Pauline, ehe sie sich vollkommen aus dem Schauspielgeschäft zurückzog. Sie veröffentlichte ebenfalls einige Lieder auf einer Schallplatte namens Souveniers.
Ruth Donnelly war von 1932 bis zu seinem Tod 1958 mit Basil de Guichard (1885–1958) verheiratet, dem Manager einer Fluggesellschaft. Sie starb 1982 im Alter von 86 Jahren und wurde auf dem Greenwood Cemetery in Trenton beigesetzt.

## Filmografie (Auswahl)
- 1914: The Man Who Lost, But Won (Kurzfilm)
- 1927: Rubber Heels
- 1931: Transatlantic
- 1932: Ein Dieb mit Klasse (Jewel Robbery)
- 1933: Employees’ Entrance
- 1933: Ein charmanter Schwindler (Hard to Handle)
- 1933: Lilly Turner
- 1933: Der Detektiv und die Spielerin (Private Detective 62)
- 1933: Verschollen in New York (Bureau of Missing Persons)
- 1933: Parade im Rampenlicht (Footlight Parade)
- 1933: Ihre letzte Nacht (Ever in My Heart)
- 1933: Der Boß ist eine schöne Frau (Female)
- 1933: Havana Widows
- 1934: Mandalay
- 1934: Wonder Bar
- 1935: Alibi Ike
- 1935: Mädchen von heute (Red Salute)
- 1935: Liebe im Handumdrehen (Hands Across the Table)
- 1936: Mr. Deeds geht in die Stadt (Mr. Deeds Goes to Town)
- 1936: Kain und Mabel (Cain and Mabel)
- 1937: Portia on Trial
- 1938: Vier Leichen auf Abwegen (A Slight Case of Murder)
- 1938: Army Girl
- 1938: The Affairs of Annabel
- 1939: Mr. Smith geht nach Washington (Mr. Smith Goes to Washington)´
- 1940: Mein kleiner Gockel (My Little Chickadee)
- 1941: Du gehörst zu mir (You Belong to Me)
- 1942: Johnny Doughboy
- 1943: This Is the Army
- 1943: Thank Your Lucky Stars
- 1945: Die Glocken von St. Marien (The Bells of St. Mary’s)
- 1946: Cinderella Jones
- 1946: Der Bandit von Sacramento (In Old Sacramento)
- 1947: Brennende Grenze (The Fabulous Texan)
- 1948: Die Schlangengrube (The Snake Pit)
- 1949: Seemannslos (Down to the Sea in Ships)
- 1950: Faustrecht der Großstadt (Where the Sidewalk Ends)
- 1951: Vergeltung am Teufelssee (The Secret of Convict Lake)
- 1951: Höllenreiter der Nacht (The Wild Blue Yonder)
- 1955: Ein Mann wie der Teufel (A Lawless Street)
- 1955: Mit roher Gewalt (The Spoilers)
- 1956: Herbststürme (Autumn Leaves)
- 1957: Die Spur zum Gold (The Way to the Gold)
- 1963: East Side/West Side (Fernsehserie, Folge 1x13)
- 1965: The Nurses (Fernsehserie, Folge 3x16)